# Flávio Saretta
Flávio Saretta es un tenista profesional brasileño que nació el día 28 de junio de 1980 en la ciudad brasileña de Americana.
En su carrera profesional ha ganado solo un título ATP, el cual fue en categoría de dobles, además de una medalla de oro en individuales en los Juegos Panamericanos de 2007.

## Títulos ATP

### Dobles
| Leyenda                |
| Grand Slam (0)         |
| Tennis Masters Cup (0) |
| ATP Masters Series (0) |
| ATP Tour (1)           |

| N.º | Fecha               | Torneo | Superficie    | Pareja       | Oponentes en la final         | Resultado   |
| --- | ------------------- | ------ | ------------- | ------------ | ----------------------------- | ----------- |
| 1.  | 19 de julio de 2004 | Umag   | Tierra batida | José Acasuso | Jaroslav Levinsky David Škoch | 4-6 6-2 6-4 |